# 69e régiment d'infanterie (France)
Pour les articles homonymes, voir 69e régiment.
Le 69e régiment d'infanterie (69e RI) est un régiment d'infanterie de l'Armée de terre française créé sous la Révolution à partir du régiment de Vigier, un régiment d'infanterie allemand au service du royaume de France.

## Création et différentes dénominations
- 1673 : régiment suisse de Greder
- 1714 : régiment d'Affry
- 1734 : régiment de Wittmer
- 1757 : régiment de Waldner de Freudenstein
- 1781 : régiment de Vigier
- 1791 : 69e régiment d’infanterie
- 1792 : Le 69e régiment d’infanterie de ligne a été licencié le 26 août 1792 mettant fin au régiment suisse. Plus de 600 suisses rejoignes volontairement les troupes françaises.
- 1795 : 69e demi-brigade de bataille
- 1796 : 69e demi-brigade d'infanterie de ligne, formée le 10 avril (21 germinal an IV) à partir des unités suivantes :
  - 19e demi-brigade de bataille (1er bataillon du 10e régiment d’infanterie, 2e bataillon de volontaires du Mont-Blanc et 3e bataillon de volontaires des Basses-Alpes)
  - 102e demi-brigade de bataille (2e bataillon du 51e régiment d’infanterie, 3e et 6e bataillons de volontaires du Var)
  - 166e demi-brigade de bataille (2e bataillon du 91e régiment d’infanterie, 5e et 9e bataillons de volontaires du Var)
  - 2e bataillon de la 170e demi-brigade de bataille (2e bataillon du 93e régiment d’infanterie, 1er bataillon de Chaumont)
- 1803 : 69e régiment d’infanterie de ligne
- 1815 : dissous.
- 1840 : recréation du 69e régiment d’infanterie de ligne.
- 1882 : renommé 69e régiment d’infanterie
- 1923 : dissolution
- 1936 : création du 69e régiment d’infanterie de forteresse
- 1940 : dissolution

## Colonelsetchefs de brigade
- 15.01.1691 Wolfgang de Greder
- 08.12.1693 Louis de Greder
- 28.02.1703 Balthazar de Greder
- 22.12.1714 François d'Affry
- 21.01.1734 Jean-Baptiste-André de Wittmer
- 13.11.1757 Christian-Frédérice-Dagobert de Waldner de Freudenstein
- 30.03.1783 François-Robert-Joseph-Guillaume de Vigier de Steinburgg
- 18 germinal An III : Glandjean
- 26 ventôse An IV : Riondet
- 04.08.1793 Jean Urbain Fugière
- 21 ventôse An V : Jean Dalons
- 7 ventôse An V : Étienne-Joseph Barthélémy
- 21 ventôse an VII : André Eysseautier
- 14 prairial an VIII : Jean Antoine Brun
- 10.02.1807 Joseph François Fririon
- 22.06.1811 Guinand
- 22.12.1813 Christophe Hervé
- 22.03.1814 Jean-Pierre Monneret
- 11.10.1840 Emmanuel-Ernest Dehaies de Montigny
- 30.05.1848 Marie-Ambroise de Robillard
- 02.04.1851 Jean-François-Ferninand Danner
- 07.02.1854 Jean-Baptiste Mittenhoff
- 12.04.1855 Emile-Gustave-Napoléon Domon
- 30.12.1857 Marie-Emilien-Antoine Mathieu de Saint-Frémond
- 14.03.1860 François-René-Place de Courson
- 27.01.1866 Aristide-Amand-Jean-Baptiste Le Tourneur
- 30.03.1871 Charles-François Ameller
- 08.07.1871 Antoine-Philippe-Pierre-François-Xavier Biadelli
- 08.02.1873 Pierre-François Louis
- 02.11.1878 Léon de Poilloüe de Saint-Mars
- 05.12.1883 Henri-Aldestan-La Hire Desfrançois de Ponchalon
- 28.10.1885 Edouard-Yves Travailleur
- 27.10.1890 Victor-Joseph Altmayer
- 26.12.1893 Marie-Charles-Justin Tournier
- 26.02.1894 Philibert Laplace
- 02.03.1898 René-Marie-Julien-Auguste Hugot-Derville
- 09.04.1903 Paul-Edouard Pouradier-Duteil
- 24.09.1907 Alfred-Emile Hollender
- 24.06.1909 Robert-Albert Duplessis
- 25.10.1911 Denis-Auguste Duchêne
- Colonel Franchet d'Espèrey
- 1912-1914 : colonel Duchêne
- 20 mai 1914 - 26 août 1914 : colonel Courtot de Cissey
- 26 août 1914 - 1er septembre 1914 : lieutenant-colonel Gustave Bernard
- 1er septembre 1914 - 29 octobre 1914 : lieutenant-colonel Louis Petitjean de Marcilly
- 2 novembre 1914 - 19 mai 1917 : lieutenant-colonel Charles Pesme
- 20 mai 1917 - 24 octobre 1917 : lieutenant-colonel Louis Rippert d’Alozier
- 1er novembre 1917 - 10 juin 1918 : lieutenant-colonel Albert Barthelemy
- 12 juin 1918 - 20 août 1918 : lieutenant-colonel Paul André Martin
- 5 septembre 1918 - 11 novembre 1918 : lieutenant-colonel Le Vilain
- 1936-1938 : colonel Balthazard
- 1938-1939 : colonel Rousset
- 1939 - 4 avril 1940 : lieutenant-colonel Jobin
- 4 avril 1940 - ???? : lieutenant-colonel Jean-Chrysostome Pinta

## Historique des garnisons, combats et batailles du69eRI

### Guerres de la Révolution et de l’Empire

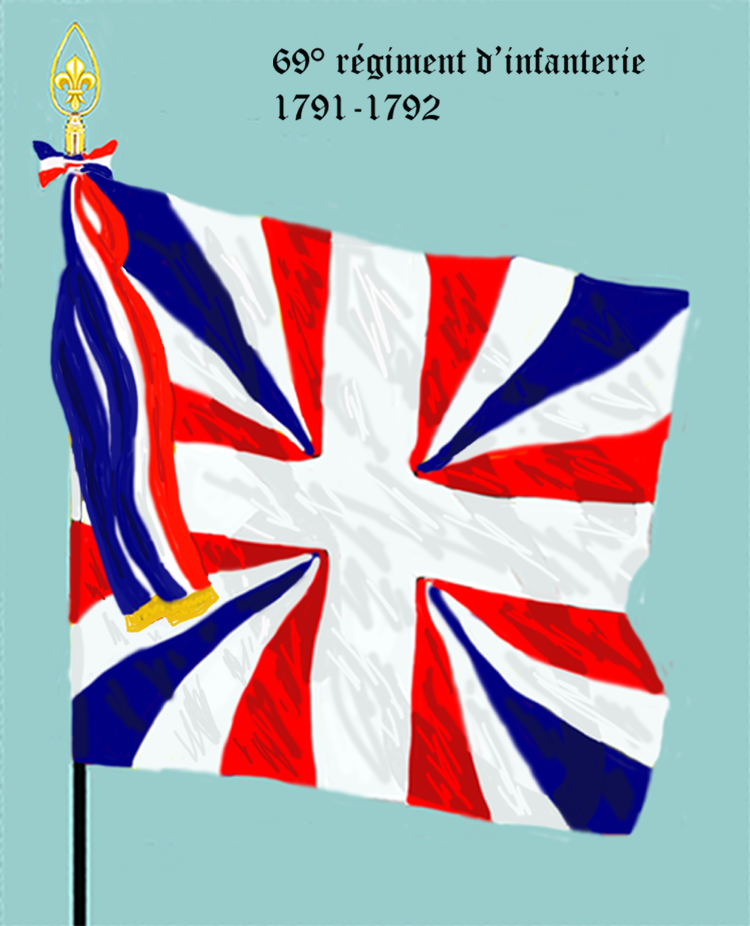
Drapeau du 69e régiment d'infanterie de ligne de 1791 à 1792

- Le chef de bataillon Bernard et le capitaine Baille, de la 69e demi-brigade se sont couverts de gloire. Bonaparte, 1790.
- Le 69e régiment d’infanterie de ligne a été licencié le 26 août 1792 mettant fin au régiment suisse. Plus de 600 suisses rejoignes volontairement les troupes françaises.

- 1798 :
  - Armée d'Orient (campagne d'Égypte)

Après le siège de Saint-Jean-d'Acre, mécontent de la mauvaise discipline de la demi-brigade, le général Bonaparte la fait défiler crosse en l'air devant toute l’armée en guise de punition.
- 1805 : campagne d’Autriche
  - le 69e fait partie du 6e corps (Ney) et comprend 2 bataillons et aligne 1 575 hommes[2].
- 1805 : campagne d'Autriche
  - bataille d'Elchingen
  - après la capitulation d'Ulm, il part pour le Tyrol (Vassias, p. 95).
- 1806 : campagne de Prusse et de Pologne
  - 14 octobre : Bataille d'Iéna[3]
- 1807 :
  - 8 février : Bataille d'Eylau
  - Friedland (14 juin).
- 1808 : Portugal et Espagne. Le 3e bataillon du 69e intègre le 11e régiment provisoire[4].
- 1809 : le régiment est en Espagne, mais des éléments de son 4e bataillon font partie du corps d'Oudinot et combattent à Ebersberg, Essling et Wagram.
- 1810 : Espagne. Prise de Ciudad-Rodrigo (19 juillet), bataille de Busaco (26 septembre).
- 1er mai 1811 : Espagne. Bataille de Fuentes de Oñoro.
- 1812 : Espagne. Les Arapiles, Burgos, Salamanque.
- 1813 : campagne d'Allemagne
  - le 69e est rattaché au XIV Corps d'armée du maréchal GouvionSt-Cyr 45e division dès août et participe à la bataille de Dresde les 26 et 27 août 1813. Le régiment fut le premier à supporter le choc de l'attaque ennemi est dégagé grâce à l'empereur à la tête de sa garde vers 17 heures au soir du 26. La victoire est française. Dès octobre, il sera détaché auprès du général Souham. Des éléments du 69e, tirés de son dépôt, font la campagne d'Allemagne dans la division Souham du 3e corps. Le reste du régiment fait partie de l'armée d'Espagne confiée à Soult.
  - 16-19 octobre : bataille de Leipzig
- 1814 : guerre d'indépendance espagnole – campagne de France
  - 14 février 1814 : bataille de Vauchamps
  - 27 février : bataille d'Orthez

### 1815 à 1852
Licencié après les Cent-Jours, le régiment est reformé en 1840.
Pendant les journées de juin 1848, 6 compagnies sont envoyées sur Paris. D'après Jeanne Gilmore le régiment était à Paris en février 1848.

### Second Empire
- 1855 : campagne de Crimée.

- Par décret du 2 mai 1859 le 69e régiment d'infanterie fourni 1 compagnie pour former le 101e régiment d'infanterie de ligne.

- Le 16 août 1870, le 4e bataillon, formé pour la plupart de nouveaux arrivants, quitte le dépôt pour créer le 10e régiment de marche qui formera la 1re brigade de la 2e division du 13e corps d'armée[6]

### 1871 à 1914
Le 8 septembre 1871 à Rueil, le 69e régiment de marche, formé en 1870 et précédemment engagé dans la semaine sanglante, fusionne dans le 69e de ligne.

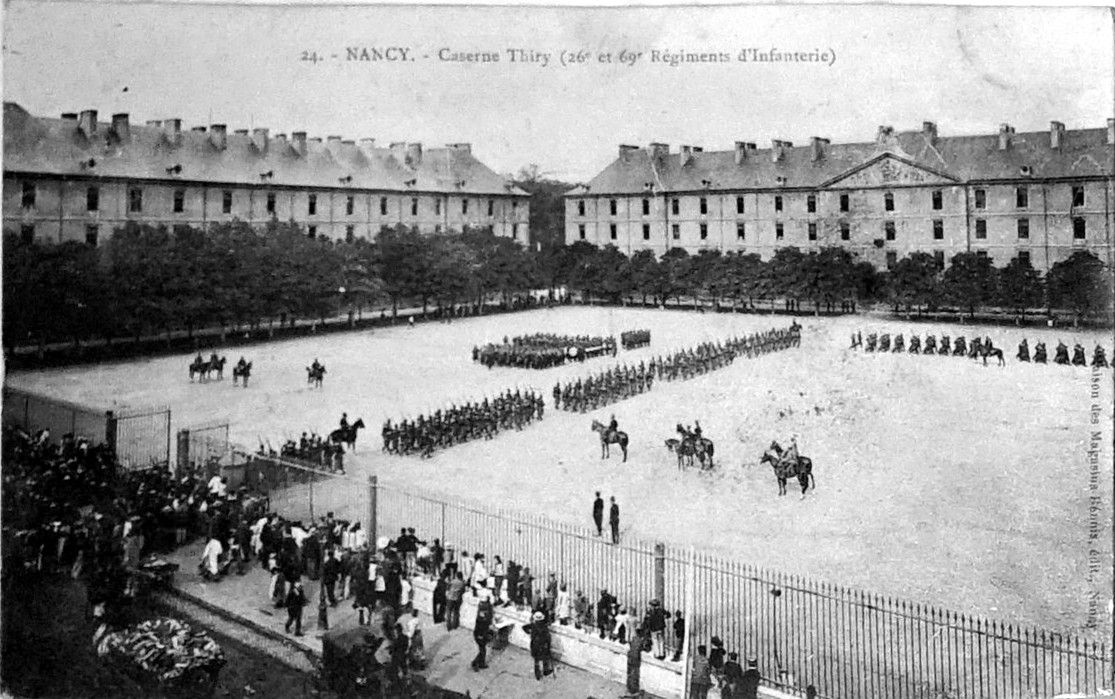
En 1906, les 26e et 69e RI à la caserne Ste Catherine.

- 1914 : Il met sur pied son régiment de réserve, le 269e régiment d’infanterie

### Première Guerre mondiale
Le régiment a pour casernement Nancy et Toul. Il est rattaché à la 21e brigade, 11e division d’infanterie au 20e corps d'armée. Le régiment fait partie de la 11e division d'infanterie d'août 1914 à novembre 1918.

#### 1914
- du 19 au 20 août : bataille de Morhange.
- septembre : secteur de Lorraine.

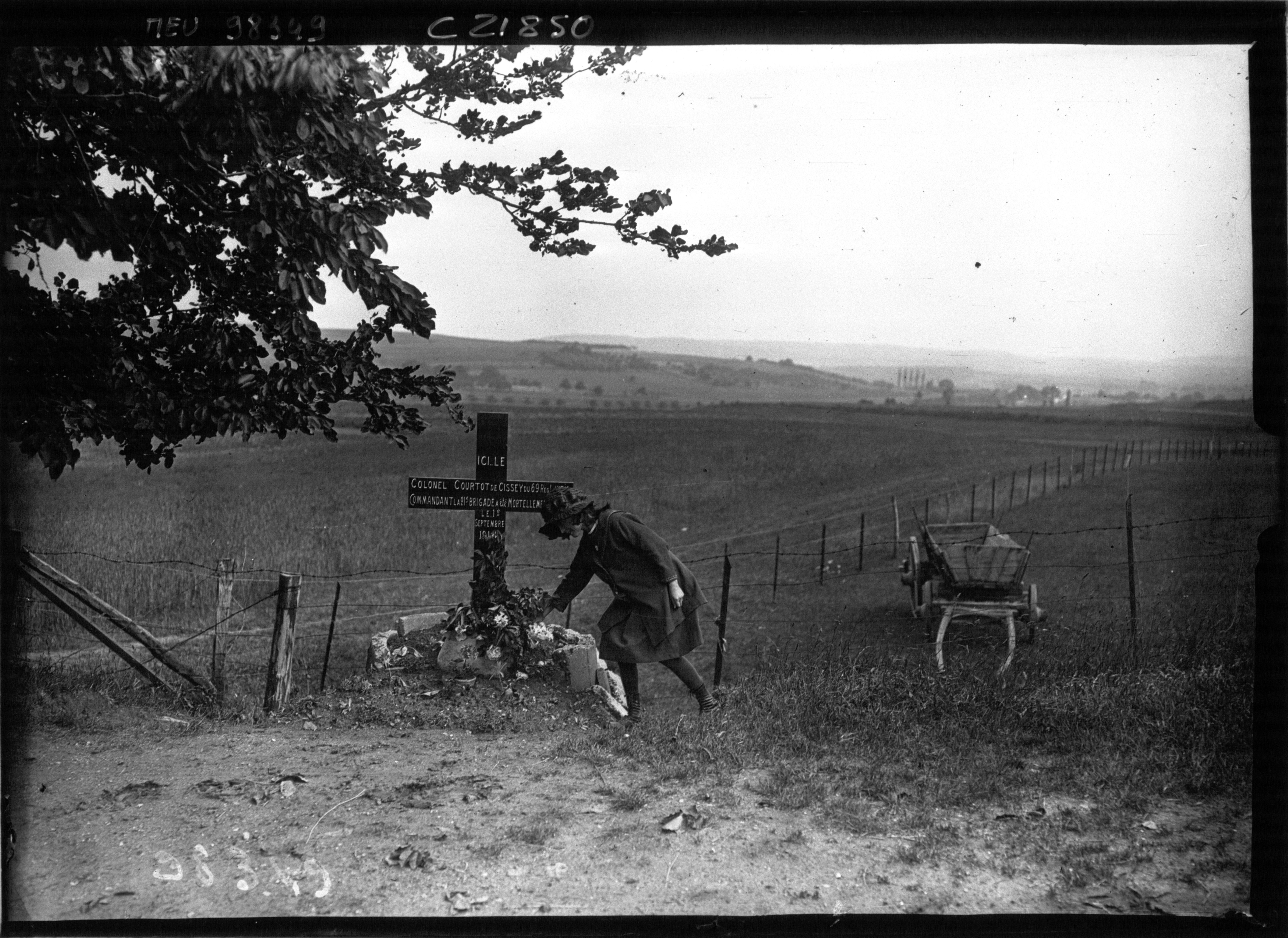
La croix en mémoire du colonel Courtot de Cissey, tué à la tête du le 1/9/1914.

- septembre - novembre : secteur de la Somme.
- octobre : combats de Monchy-au-Bois
- novembre - décembre : bataille des Flandres.

#### 1915

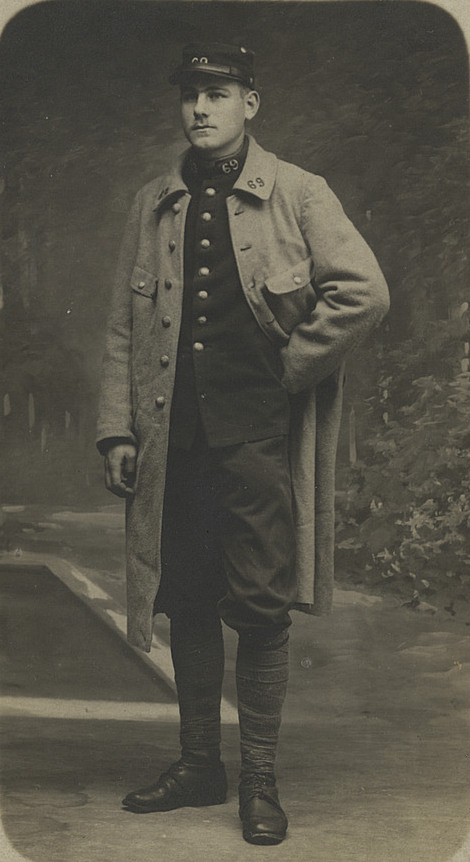
Portrait de studio d'un soldat du, 1915.

- janvier - mars : secteur des Flandres.
- avril - juillet : bataille de l'Artois.
- septembre - décembre : bataille de Champagne.

#### 1916
- janvier - février : secteur de Lorraine.
- mars - avril : bataille de Verdun

Combats de Malancourt du 30 mars au 5 avril 1916, le régiment est complètement détruit (80 survivants sur les 1800)[réf. nécessaire]. Le régiment reçoit la croix de guerre militaire.
Presence d'une stèle commémorative a la sortie du village.
- juin - décembre : Bataille de la Somme.

#### 1917
- janvier - février : secteur de Lorraine.
- avril - mai : secteur de l'Aisne.
- juin - décembre : secteur de Lorraine.

#### 1918
- janvier - avril : secteur de Verdun.
- juin - août : secteur de Soissons.
- septembre : secteur de l'Aisne.
- octobre - novembre : secteur des Flandres.
- « Régiment d'élite, au magnifique passé militaire, aux plus nobles et plus glorieuses traditions. » Maréchal Pétain, 1918.

### Entre-deux-guerres

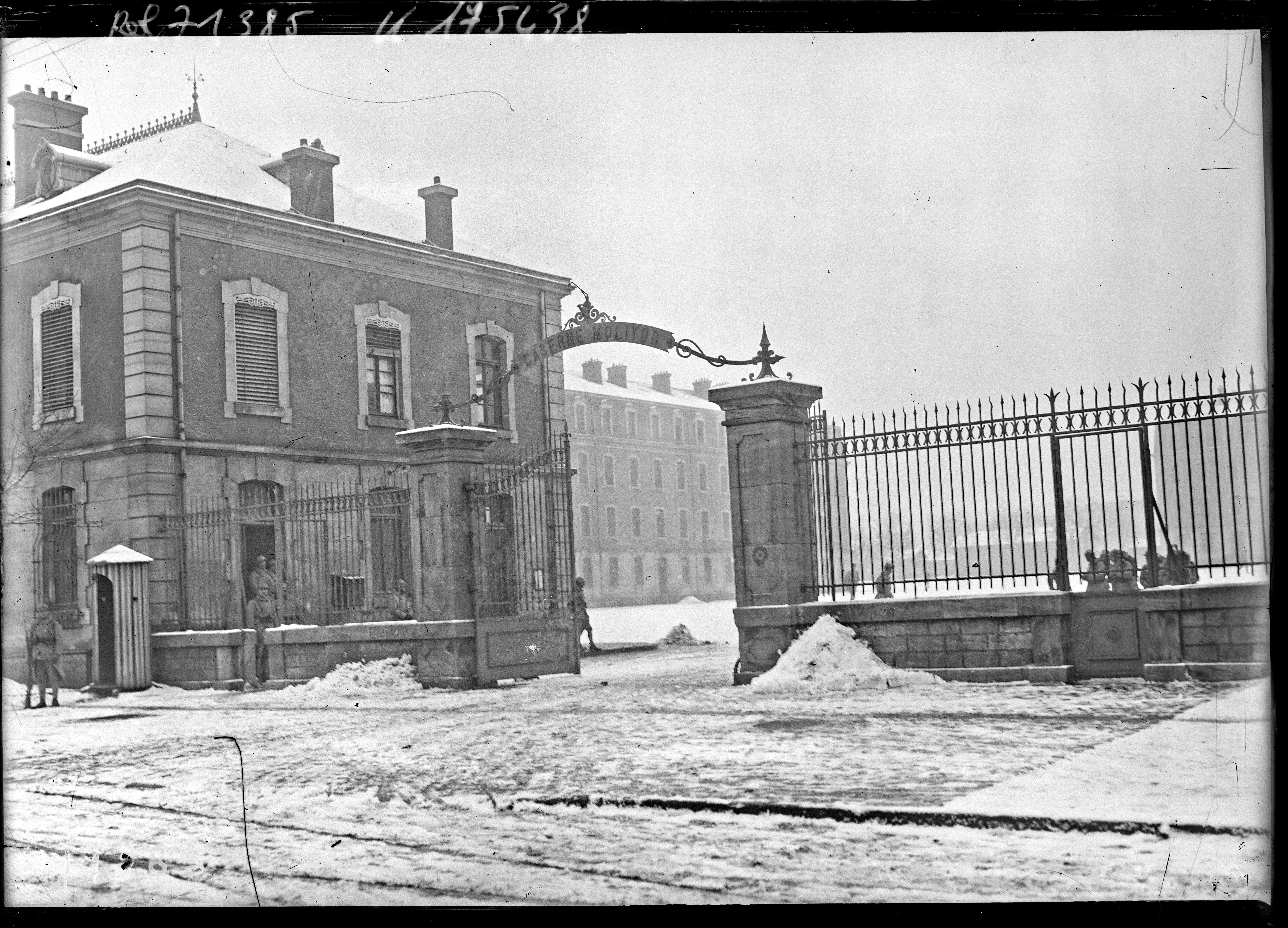
La caserne Molitor à Nancy en 1922, alors occupée par le.

- 1923 : Dissolution du 69e R.I (les traditions gardées par le 26e RI).
- 1936 : Recréation du sous le nom de 69e régiment d’infanterie de forteresse.

### Seconde Guerre mondiale
- Formé le 25 août 1939 par le CMI no  206 de Morhange, le régiment est rattaché à la 11e division d’infanterie. Au secteur fortifié de Faulquemont, sous-secteur de Lixing,
- 1940 : Dissous.

## Fait d'armes faisant particulièrement honneur au régiment
Il porte, cousues en lettres d'or dans ses plis, les inscriptions suivantes :
- Castiglione 1796
- Aboukir 1799
- Elchingen 1805
- Friedland 1807
- Lorraine 1914
- Verdun 1916
- Somme 1916
- Belgique 1918

## Décorations
Sa cravate est décorée de la croix de guerre 1914-1918 avec 4 palmes et 2 étoiles de vermeil et de la fourragère aux couleurs du ruban Médaille militaire.

## Personnalités ayant servi au69eRI
- Jean-Baptiste Jeanin (1769-1830), alors capitaine.
- Pierre Braun (1881-1922), historien et capitaine au régiment. Son nom est inscrit au Panthéon parmi les 560 écrivains morts au combat pendant la Première Guerre mondiale.
- Adrien Henry (1888-1963), fait son service militaire dans ce régiment (1909) avant d'intégrer le 161e RI[9].
- Gaston Zeller (1890-1960), historien lorrain, sous-lieutenant fait prisonnier en Artois le 18 décembre 1914[10].

## Traditions et uniformes

Uniformes
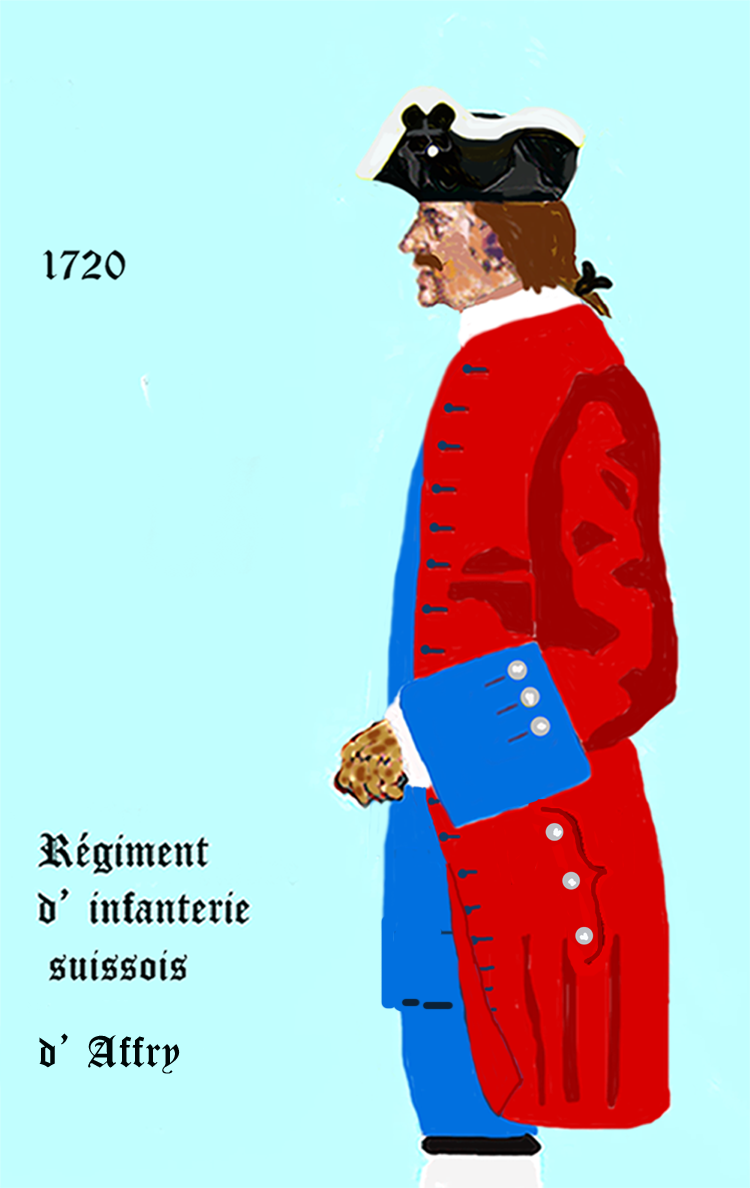
régiment d’Affry de 1720 à 1734
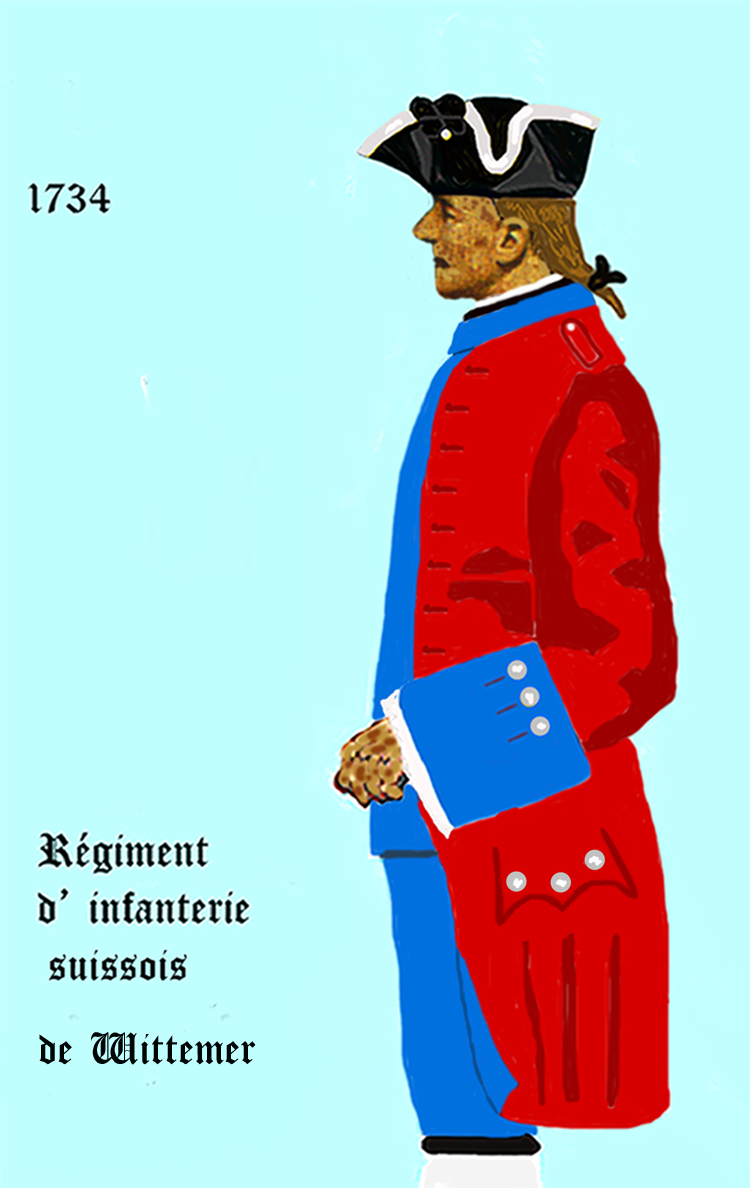
régiment de Wittmer de 1734 à 1740
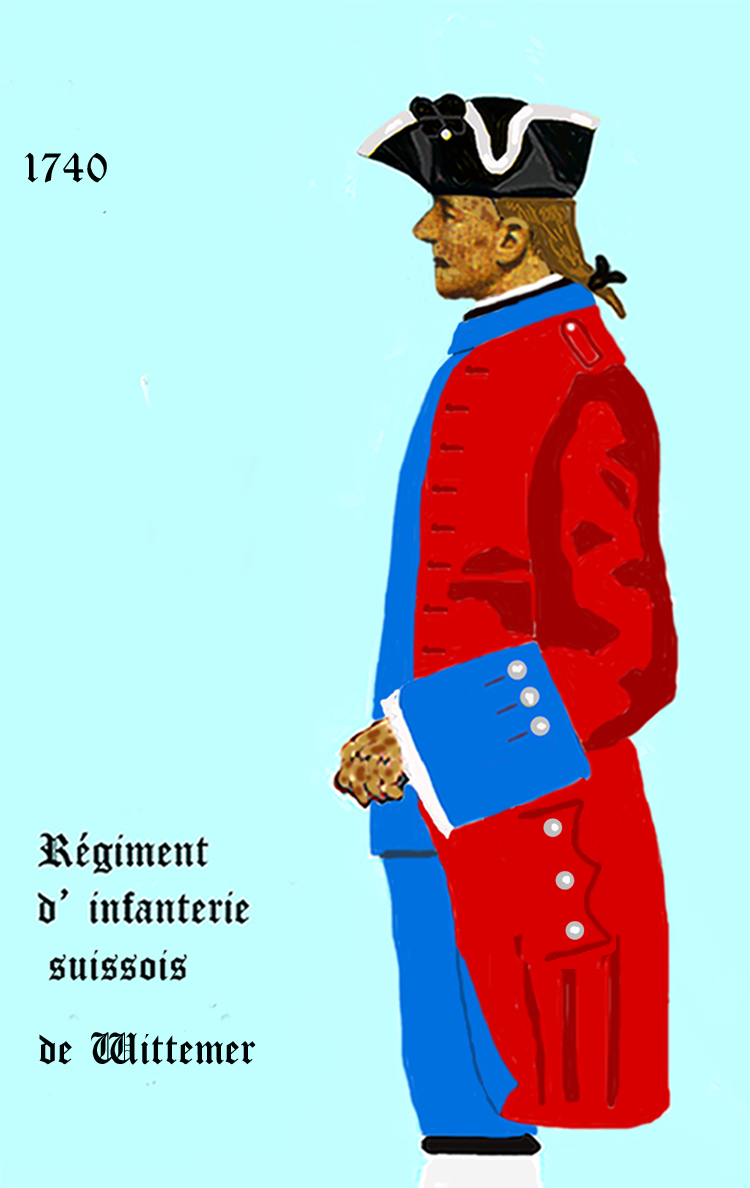
de 1740 à 1762
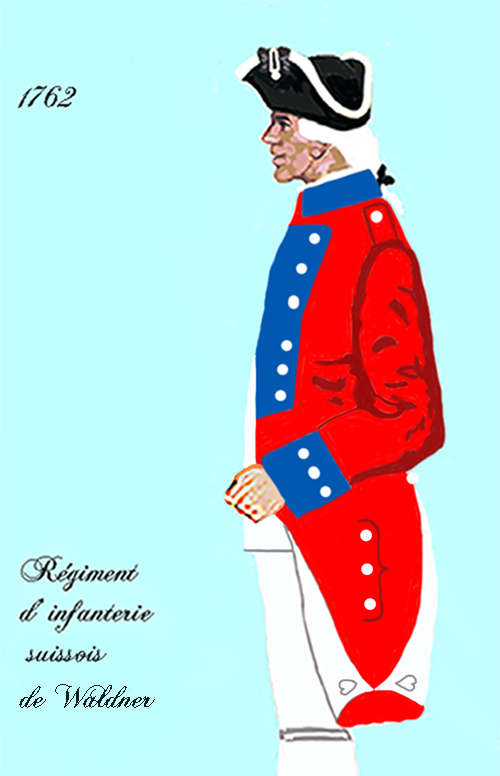
régiment de Waldner de 1762 à 1767
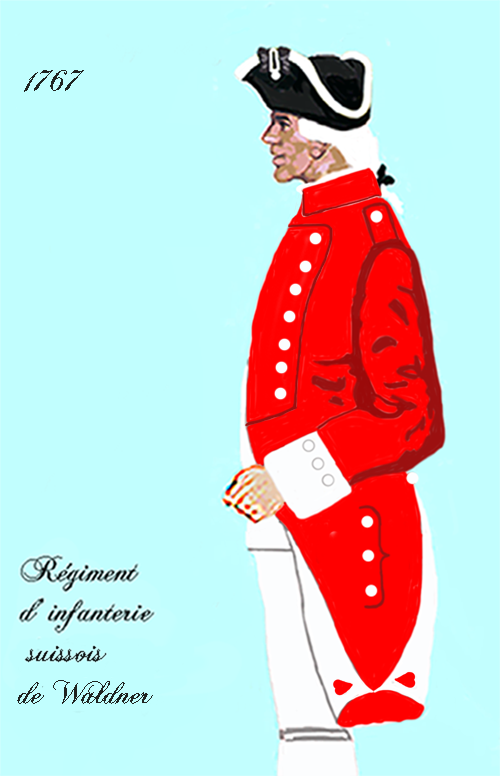
régiment de Waldner de 1767 à 1776

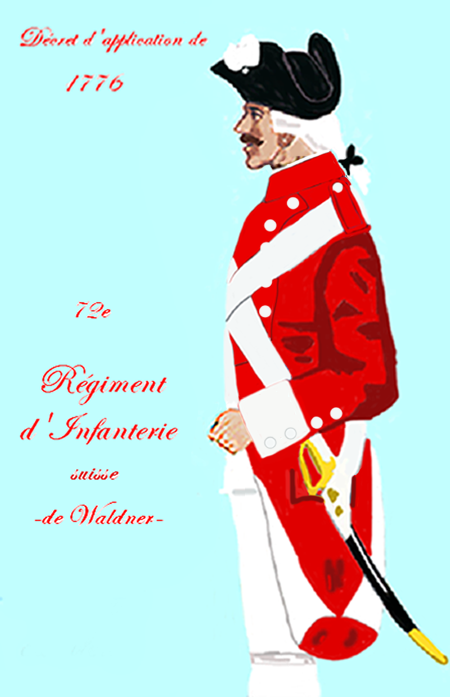
de 1776 à 1786
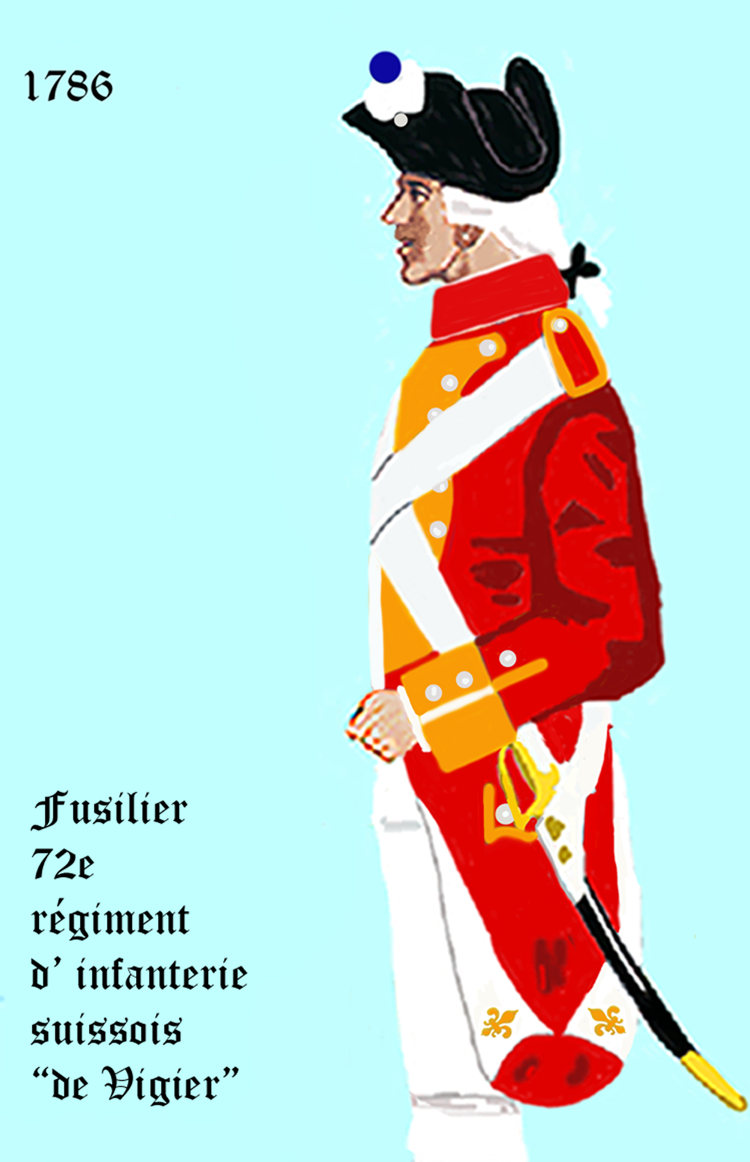
régiment de Vigier de 1786 à 1791
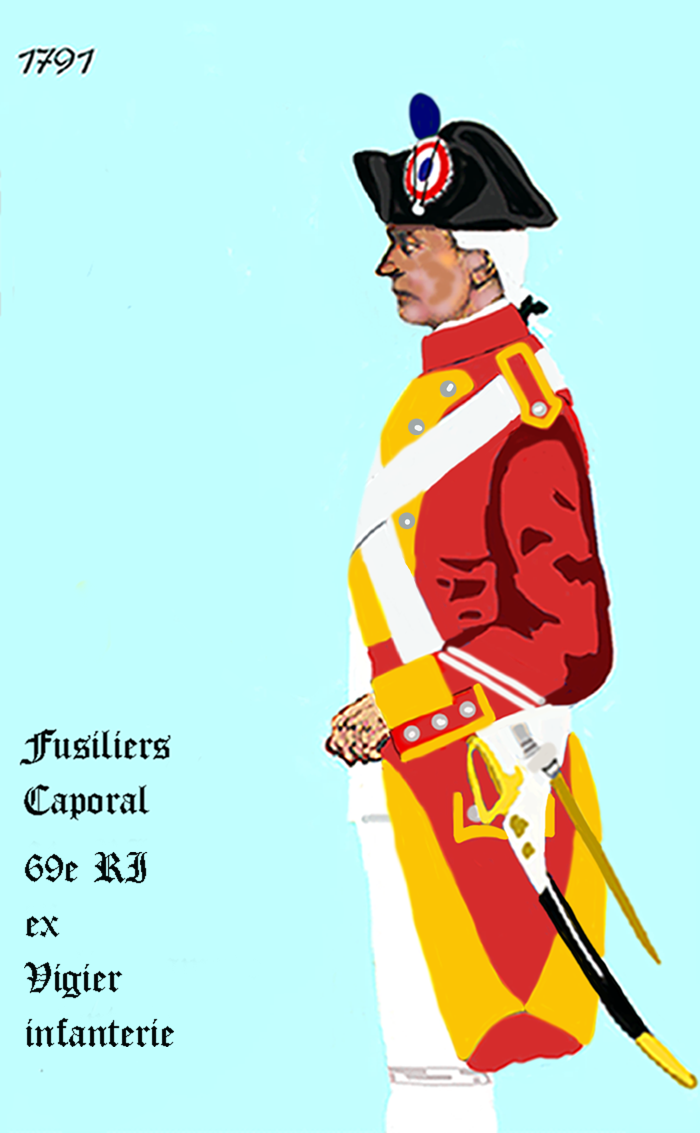
69e régiment d’infanterie de 1791 à 1792

## Sources et bibliographie
- Jules G Vassias, Historique du 69e Régiment d'Infanterie (1672-1912): d'après les Archives historiques du Ministère de la Guerre, les documents des Affaires étrangères, les Archives nationales et les papiers de famille ; avec 19 gravures dans le texte et 12 croquis hors textes, Librairie Chapelot, 1913 (OCLC 9667263, lire en ligne).
- Jeanne Gilmore (trad. de l'anglais par Jean-Baptiste Duroselle), La République clandestine : 1818-1848, Paris, Aubier, coll. « Histoires », 1997, 452 p. (ISBN 978-2-700-72281-9), p. 346
- Sergej Pavlovič Andolenko, Recueil d'historiques de l'infanterie française, Eurimprim, 1969 (OCLC 469261951).